# Trần Văn Minh (Nam Định)
Trần Văn Minh (sinh ngày 7 tháng 12 năm 1961) là một chính trị gia người Việt Nam. Ông hiện là đại biểu quốc hội Việt Nam khóa XIV nhiệm kì 2016-2021, thuộc đoàn đại biểu quốc hội tỉnh Quảng Ninh. Ông đã trúng cử đại biểu quốc hội năm 2016 ở đơn vị bầu cử số 3, tỉnh Quảng Ninh (gồm thành phố Móng Cái và các huyện: Vân Đồn, Cô Tô, Tiên Yên, Đầm Hà, Hải Hà, Bình Liêu, Ba Chẽ) với tỉ lệ 74,99% số phiếu hợp lệ. Ông hiện là Đảng ủy viên Đảng bộ cơ quan Văn phòng Quốc hội, Bí thư Chi bộ Vụ Dân nguyện; Phó trưởng ban Ban Dân nguyện thuộc Ủy ban thường vụ Quốc hội; Ủy viên Ủy ban Khoa học, Công nghệ và Môi trường của Quốc hội. Ông từng là đại biểu Quốc hội Việt Nam khóa XIII, cũng thuộc đoàn đại biểu tỉnh Quảng Ninh.

## Xuất thân
Trần Văn Minh sinh ngày 7 tháng 12 năm 1961 quê quán ở xã Hải Trung, huyện Hải Hậu, tỉnh Nam Định.

## Giáo dục
- Giáo dục phổ thông: 10/10
- Kỹ sư Cơ khí động lực
- Tiến sĩ Kinh tế
- Cao cấp lí luận chính trị

## Sự nghiệp
Ông gia nhập Đảng Cộng sản Việt Nam vào ngày 15/5/1990.
Ông là đại biểu Hội đồng nhân dân tỉnh Quảng Ninh nhiệm kì 2011-2016.
Ông hiện là Đảng ủy viên Đảng bộ cơ quan Văn phòng Quốc hội, Bí thư Chi bộ Vụ Dân nguyện; Phó trưởng ban Ban Dân nguyện thuộc Ủy ban thường vụ Quốc hội; Ủy viên Ủy ban Khoa học, Công nghệ và Môi trường của Quốc hội.
Ông đang làm việc ở Ban Dân nguyện thuộc Ủy ban thường vụ Quốc hội.

## Đại biểu Quốc hội Việt Nam khóa XIV nhiệm kì 2016-2021
Ông đã trúng cử đại biểu quốc hội năm 2016 ở đơn vị bầu cử số 3, tỉnh Quảng Ninh (gồm thành phố Móng Cái và các huyện: Vân Đồn, Cô Tô, Tiên Yên, Đầm Hà, Hải Hà, Bình Liêu, Ba Chẽ) được 179.007 phiếu, đạt tỷ lệ 74,99% số phiếu hợp lệ.